# Carl English
Carl Jerome English (ur. 2 lutego 1981 w St. John’s) – kanadyjski koszykarz, występujący na pozycji rzucającego obrońcy.
W 2005 reprezentował Cleveland Cavaliers, podczas rozgrywek letniej ligi NBA w Las Vegas. Dwa lata później bronił barw Houston Rockets.

## Osiągnięcia
Na podstawie, o ile nie zaznaczono inaczej.
NCAA
- Uczestnik turnieju:
  - NCAA (2001, 2002)
  - NIT (2003)
- Mistrz:
  - turnieju konferencji Western Athletic (WAC – 2002, 2002)
  - sezonu regularnego Western Athletic (2002)
- MVP turnieju WAC (2001)
- Zaliczony do:
  - I składu:
    - WAC (2003)
    - turnieju WAC (2001, 2003)

  - II składu WAC (2002)
- Lider WAC w liczbie:
  - oddanych rzutów z gry (463 – 2003)
  - celnych (89) i oddanych (227) rzutów za 3 punkty (2003)

Drużynowe
- Mistrz Hiszpanii (2010)
- Wicemistrz:
  - Chorwacji (2007)
  - Kanady (NBL – 2019)
- Zdobywca Pucharu Chorwacji (2007)
- Uczestnik rozgrywek międzynarodowych:
  - Euroligi (2009/2010)
  - Eurocup (2007–2009, 2016/2017)
  - Ligi Mistrzów (2016/2017)
  - EuroChallenge (2008/2009)

Indywidualne
- MVP:
  - sezonu kanadyjskiej ligi NBL (2018)
  - meczu gwiazd ligi adriatyckiej (2007)
  - miesiąca hiszpańskiej ligi ACB (styczeń 2013)
  - kolejki ligi ACB (3, 9, 10, 19 – 2012/2013)
- Najlepszy kanadyjski zawodnik sezonu NBL (2018)
- Zaliczony do:
  - I składu:
    - NBL All-Canada (2018)
    - All-NBL Canada (2018)

  - składu All-NBA D-League honorable mention (2005)
- Lider strzelców ligi hiszpańskiej ACB (2013)
- Uczestnik meczu gwiazd ligi adriatyckiej (2007)

Reprezentacja
- Wicemistrz igrzysk panamerykańskich (2015)
- Brązowy medalista turnieju Kontynentalnego Pucharu Marchanda (2007, 2009)
- Uczestnik:
  - mistrzostw Ameryki:
    - 2005 – 9. miejsce, 2007 – 5. miejsce, 2009 – 4. miejsce, 2011 – 6. miejsce
    - U–21 (2000)

  - kwalifikacji olimpijskich (2008)
  - turnieju Kontynentalnego Pucharu Jenaro „Tuto” Marchanda (2007, 2009, 2011 – 4. miejsce)